# Amaya Saizar
Amaya Saizar García (San Sebastián; 18 de diciembre de 1957) es una cantante española.

## Biografía
Amaya Saizar formó parte del trío Trigo Limpio junto a Iñaki de Pablo y Luis Carlos Gil, con quienes logró un importante éxito entre los años 1975 y 1979. 
En 1977, con Trigo Limpio, representó a España en el Festival OTI con el tema «Rómpeme, mátame», quedando en tercera posición. Abandonó el grupo en 1979 para cantar en solitario. En 1982 publicó el álbum Autorretrato con temas compuestos por Juan Carlos Calderón. 
En 1984 formó con otros tres componentes el grupo Bravo, con el que representó a España en el Festival de la Canción de Eurovisión con el tema «Lady, Lady», del que es coautora, quedando en tercera posición, una de las mejores clasificaciones de España en el certamen europeo. 
En 1986, grabó un cover al español de la canción “It’s Christmas all Over the World” de La cantante Sheena Easton para el doblaje latino del filme Santa Claus:The Movie de Jeannot Szwarc, donde fue traducida como “En la Tierra ya es navidad”
También participó con el grupo Bravo en el Festival Internacional de la Canción de Viña del Mar, donde obtuvieron la "Antorcha de Plata". En 1989, formó, junto a las hermanas Abradelo, la agrupación Venus. Al año siguiente publicó otro disco en solitario, Tengamos la guerra en Paz, producción de Juan Pardo y en 1996 formó la agrupación Txarango con exmiembros de Mocedades y su hermano Javier Saizar.
En 2007 concursó en Misión Eurovisión y formó parte del elenco de figuras musicales que participaron en la emisión mexicana Disco de oro de Televisión Azteca, conducido por José Luis Rodríguez y María Inés Guerra; competencia entre varios artistas de distintas décadas de la música, donde resultó ser ganadora la cantante Beatriz Adriana.